# Extrema, Minas Gerais
Extrema este un oraș în Minas Gerais (MG), Brazilia.